# Mercedes Castellanos
Mercedes Castellanos Soánez (født 21. juli 1988) er en kvindelig spansk håndboldspiller som spiller for CBF Málaga Costa del Sol i den spanske División de Honor Femenina og Spaniens kvindehåndboldlandshold.
Hun repræsenterede Spanien, da hun var blandt de udvalgte i landstræner Carlos Vivers endelige trup ved Sommer-OL 2020 i Tokyo, hvor holdet endte på en samlet 9. plads Hun deltog ligeledes ved EM i kvindehåndbold 2020 i Danmark.